# Goniorhynchus argyropalis
Goniorhynchus argyropalis är en fjärilsart som beskrevs av George Francis Hampson 1908. Goniorhynchus argyropalis ingår i släktet Goniorhynchus och familjen Crambidae. Inga underarter finns listade i Catalogue of Life.